# تسودا موری‌تسوگی
تسودا موری‌تسوگی (به ژاپنی: 津田盛月)؛ ( تولد ۱۵۳۴ – مرگ ۱۵۹۳) یک دایمیو، سامورایی، استاد مراسم چای ژاپنی در دوره سنگوکو و دوره آزوچی-مومویاما وابسته به یکی از شاخه‌های خاندان اودا اهل ژاپن بود.
در ژوئیه سال ۱۵۸۹ میلادی، تسودا موری‌تسوگی و تومیتا ایپاکو ملازمان هیده‌یوشی و ملازم توکوگاوا ایه‌یاسو، ساکاکی‌بارا یاسوماسا به منطقه نوماتا فرستاده شدند و قلعه نوماتا به خاندان هوجو تحویل دادند.